# Continental Team Milram
Das Continental Team Milram war ein deutsches Radsportteam.
Die Mannschaft wurde 2006 gegründet als Farmteam des ProTeams Milram. Sie ging aus dem Team RSH hervor und besaß den Status eines Continental Teams. Seinen Sitz hatte das Team in Gera. Team-Managerin Sylvia Haueisen war gleichzeitig Sportliche Leiterin gemeinsam mit Jochen Bodenschatz, Dennis Haueisen und Lutz Haueisen. Das Team wurde ausgestattet von Stevens und Shimano.
Im Juli 2009 kündigte der Hauptsponsor Nordmilch an, seine Unterstützung für das Continental Team Milram zum Jahresende einzustellen. Das Team wurde zum 31. Dezember 2009 aufgelöst.
Den größten Erfolg feierte das Team mit dem Gewinn der Deutschen U23-Meisterschaft 2009 durch Dominik Nerz im Straßenrennen.

## Saison 2009

### Erfolge in der UCI Europe Tour
Bei den Rennen der UCI Europe Tour im Jahr 2009 gelangen dem Team nachstehende Erfolge.
| Datum     | Rennen                                       | Kat. | Fahrer              |
| --------- | -------------------------------------------- | ---- | ------------------- |
| 19. April | 5. Etappe Tour du Loir-et-Cher               | 2.2  | Christopher Schmieg |
| 24. Mai   | Deutsche Meisterschaft – Straßenrennen (U23) | NC   | Dominik Nerz        |

### Abgänge und Zugänge
| Zugänge             | Team 2008                 | Abgänge                     | Team 2009                     |
| ------------------- | ------------------------- | --------------------------- | ----------------------------- |
| Patrick Keller      | PSK Whirlpool             | Holger Burkhart             | FC Rheinland-Pfalz/Saar Mainz |
| Sebastian Pristl    | Team 3C Gruppe            | Grischa Janorschke          | FC Rheinland-Pfalz/Saar Mainz |
| Sebastian Baldauf   | Team Ista                 | Andreas Stauff              | FC Rheinland-Pfalz/Saar Mainz |
| Dominik Nerz        | Team Ista                 | Michael Weicht              | LKT Team Brandenburg          |
| Christopher Schmieg | Team Ista                 | Erik Mohs                   | Team Nutrixxion-Sparkasse     |
| Sebastian Frey      | Team Sparkasse            | Mitja Schlüter              | Team Nutrixxion-Sparkasse     |
| Georg Gall          | Neoprofi (Bergstraße U23) | Jacob Fiedler               | KED-Bianchi Team Berlin       |
| Matthias John       | Neoprofi                  | Florian Bodenschatz         | Unbekannt                     |
| Marc Mertens        | Neoprofi(Bergstraße U23)  | Peter Clauß                 | Unbekannt                     |
|                     |                           | Danilo Kupfernagel          | Unbekannt                     |
|                     |                           | Alexander Müller            | Team Isaac (Torgau)           |
|                     |                           | Philipp Rechenbach          | Unbekannt                     |
|                     |                           | Benjamin Braut (bis 30.06.) | Unbekannt                     |

### Mannschaft
| Name                | Geburtstag         | Nationalität | Team 2010           |
| ------------------- | ------------------ | ------------ | ------------------- |
| Christian Bach      | 22. März 1979      | Deutschland  |                     |
| Sebastian Baldauf   | 22. Februar 1989   | Deutschland  | Vorarlberg-Corratec |
| Sebastian Frey      | 2. Oktober 1984    | Deutschland  | Team Baier Landshut |
| Georg Gall          | 31. Oktober 1986   | Deutschland  |                     |
| Matthias John       | 11. Dezember 1978  | Deutschland  |                     |
| Patrick Keller      | 25. Oktober 1985   | Deutschland  |                     |
| Marc Mertens        | 6. September 1986  | Deutschland  |                     |
| Dominik Nerz        | 25. August 1989    | Deutschland  | Team Milram         |
| Sebastian Pristl    | 15. September 1987 | Deutschland  | Team Bergstraße     |
| Christopher Schmieg | 3. März 1989       | Deutschland  | Seven Stones        |

## Platzierungen in UCI-Ranglisten
UCI America Tour
| Saison | Mannschaftswertung | Fahrerwertung       |
| ------ | ------------------ | ------------------- |
| 2009   | 46.                | Dominik Nerz (374.) |

UCI Europe Tour
| Saison | Mannschaftswertung | Fahrerwertung       |
| ------ | ------------------ | ------------------- |
| 2009   | 99.                | Dominik Nerz (594.) |